# Бенедиктинское аббатство (Тынец)
Бенедиктинское аббатство (пол.  Opactwo Benedyktynów) — Бенедиктинское аббатство, находящееся в юго-западной части Кракова в районе Тынец. Аббатство расположено на известняковой скале на берегу реки Вислы на территории Белянско-Тынецкого ландшафтного парка. Охраняемый памятник Малопольского воеводства.

## История
Бенедиктинский монастырь в селе Тынец был основан в 1044 году во времена правления польского короля Казимира I после кризиса молодого польского государства, вызванного восстанием язычников и чешских набегов. Бенедиктинцы поддержали укрепление государственной власти строительством своего монастыря в окрестностях Кракова. Первым аббатом монастыря был монах Аарон. 
Во II половине XI века в монастыре были построены трёхнефовая базилика и монастырские здания в романском стиле. В XIV веке аббатство неоднократно подвергалось набегам татар и чехов, в результате которых оно было значительно повреждено. В последующие века монастырь перестраивался в готический стиль. В XV веке строения аббатства приобрели черты барокко и рококо. Во второй половине XVIII века монастырь использовался в качестве лагеря Барской конфедерации, после чего пострадал во время боёв с российскими войсками, но через некоторое время был быстро восстановлен и расширен.
В 1816 году аббатство во время проведения политики секуляризации было закрыто австрийскими властями. В 1821—1826 годах монастырь был резиденцией епископа тынецкой епархии Гжегожа Томаша Зеглера. В последующее время аббатство было закрыто.
Бенедиктинцы возвратились в монастырь в 1939 году по инициативе бельгийского монаха Кароля Ван Ооста. В 1949 году аббатство было отремонтировано и приобрело современный вид. В 1968 году была отремонтирована церковь Петра и Павла.
8 мая 1991 года при монастыре было основано «Бенедиктинское издательство Тынец».
В июле 2008 года была завершена окончательная реставрация монастыря и основан Бенедиктинский институт культуры, целью которого стало сохранение бенедиктинского наследия в аббатстве.
29 октября 2008 года монастырь был внесён в реестр памятников культуры Малопольского воеводства
На территории монастыря сегодня действует Музей аббатства.

## Туризм
Возле бенедиктинского аббатства начинается пеший туристический маршрут через заповедник Сколчанка, холмы Остра-Гуру, Гродзиско и далее — берегом Вислы обратно до аббатства.

## Галерея

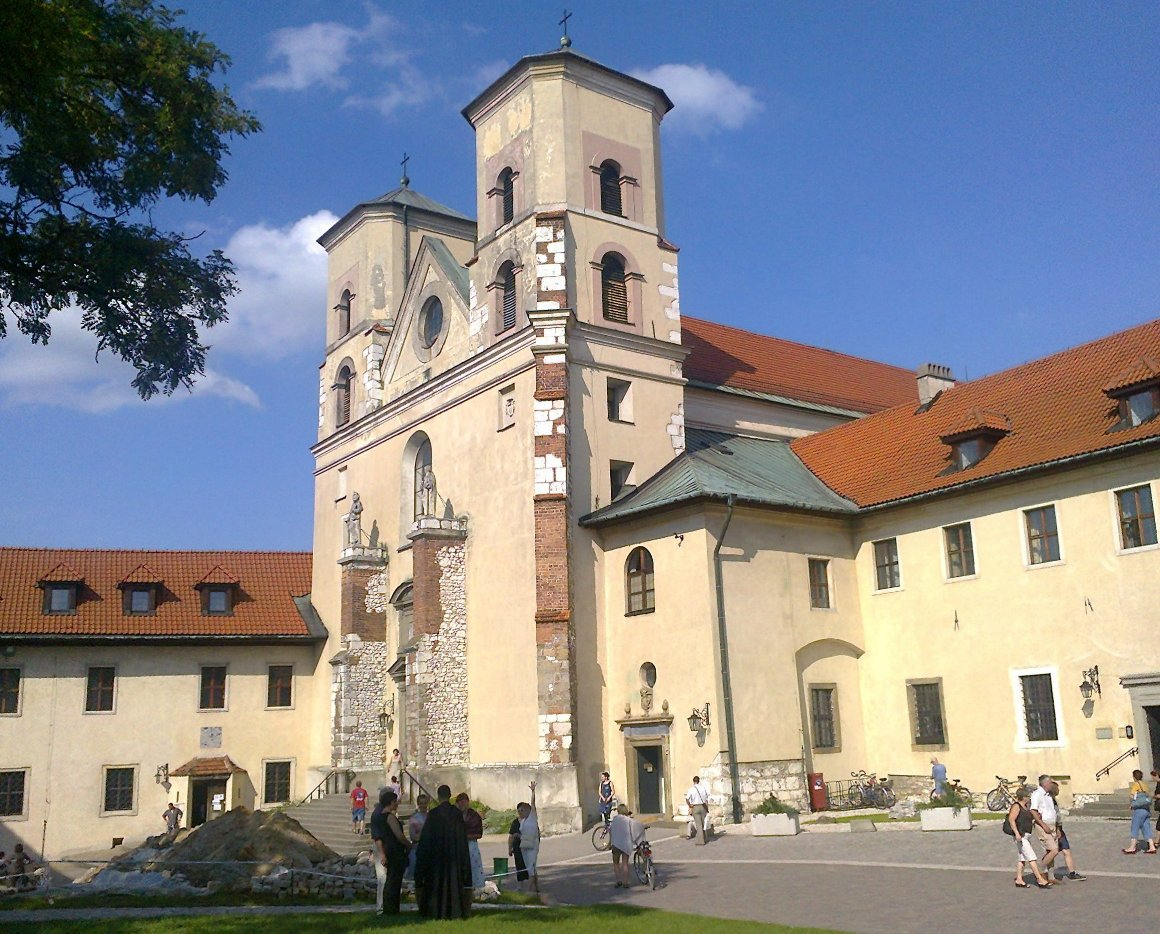
Церковь святых Петра и Павла
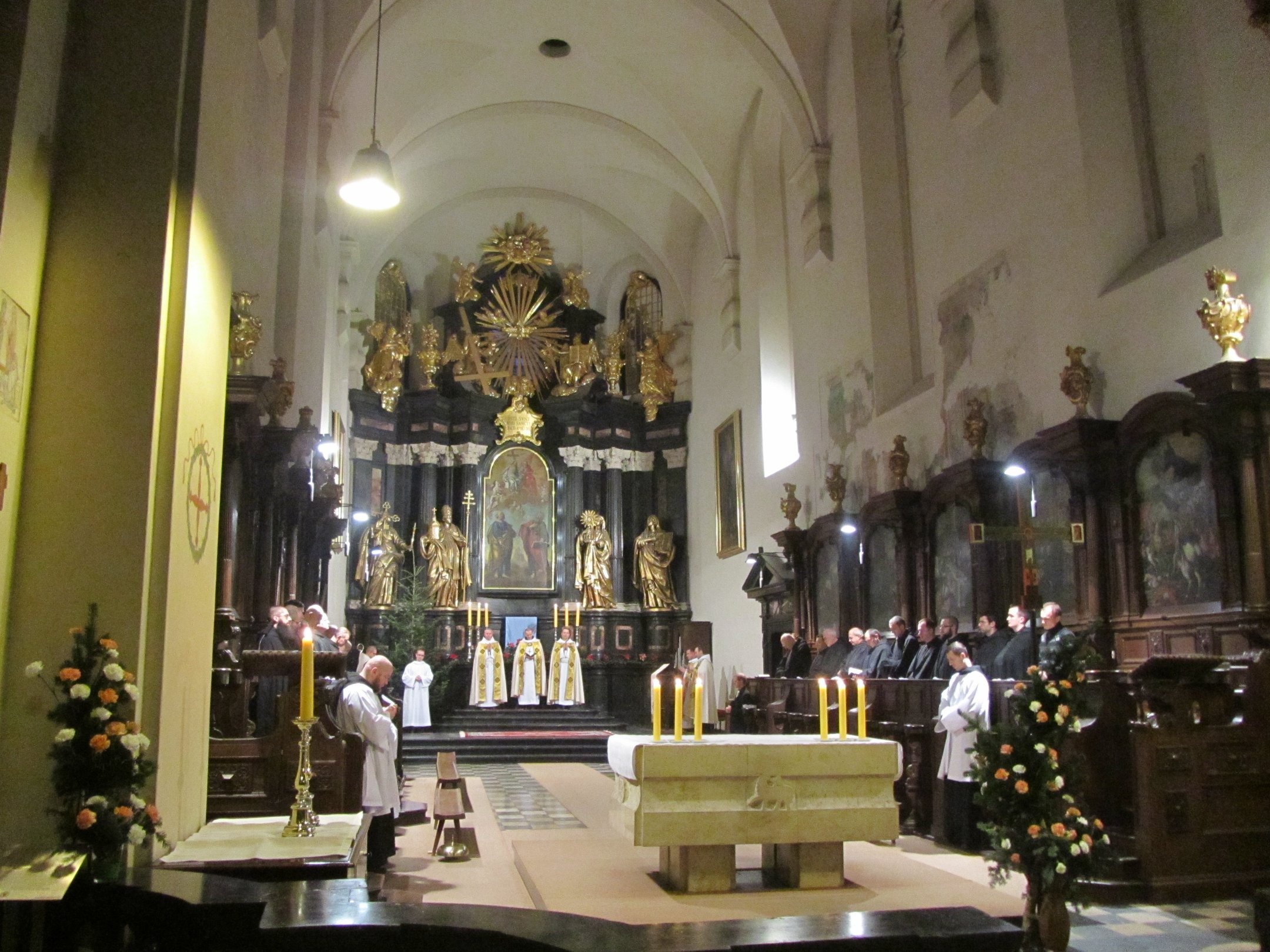
Во время молитвы
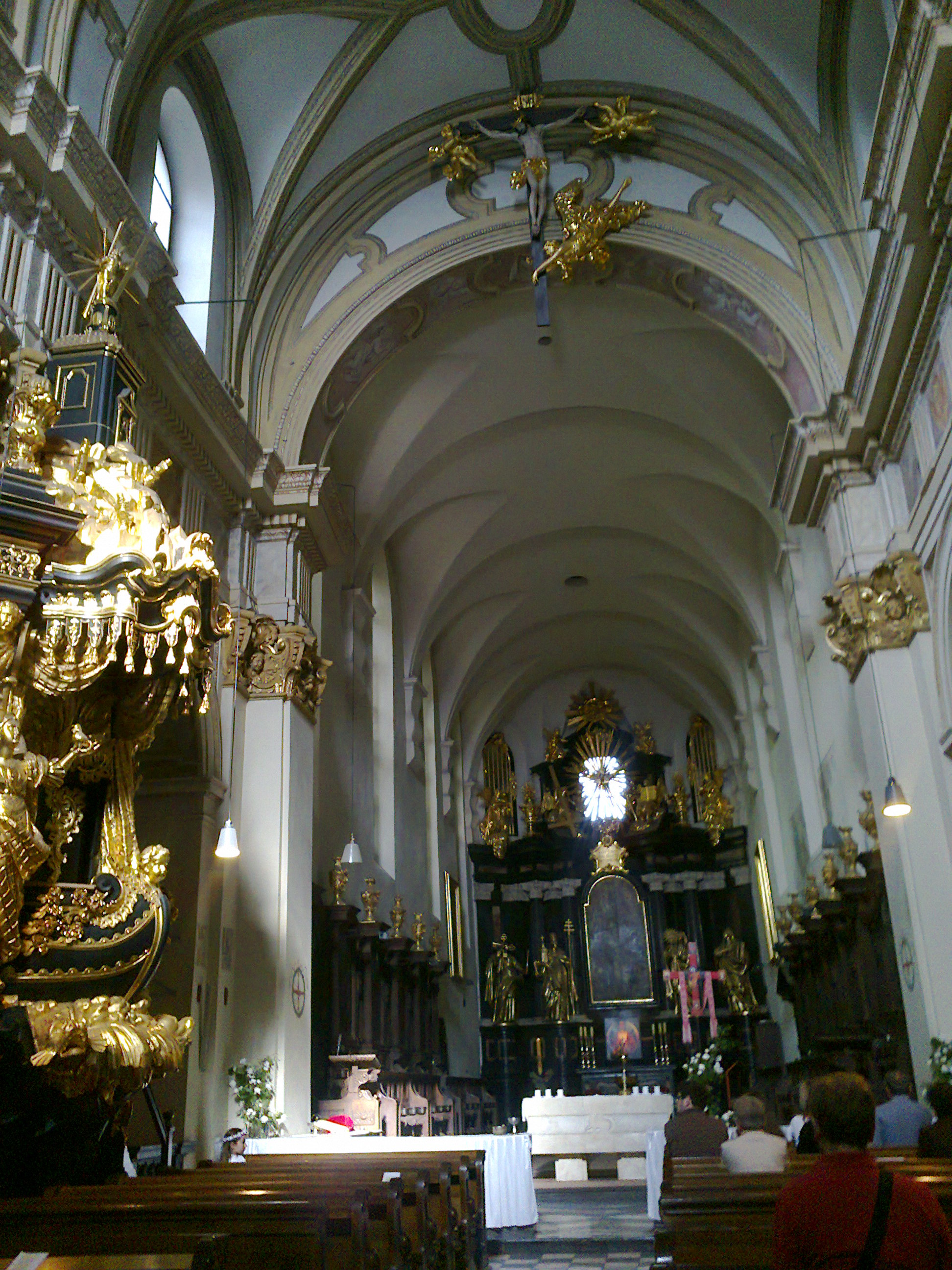
Позднебарочный амвон
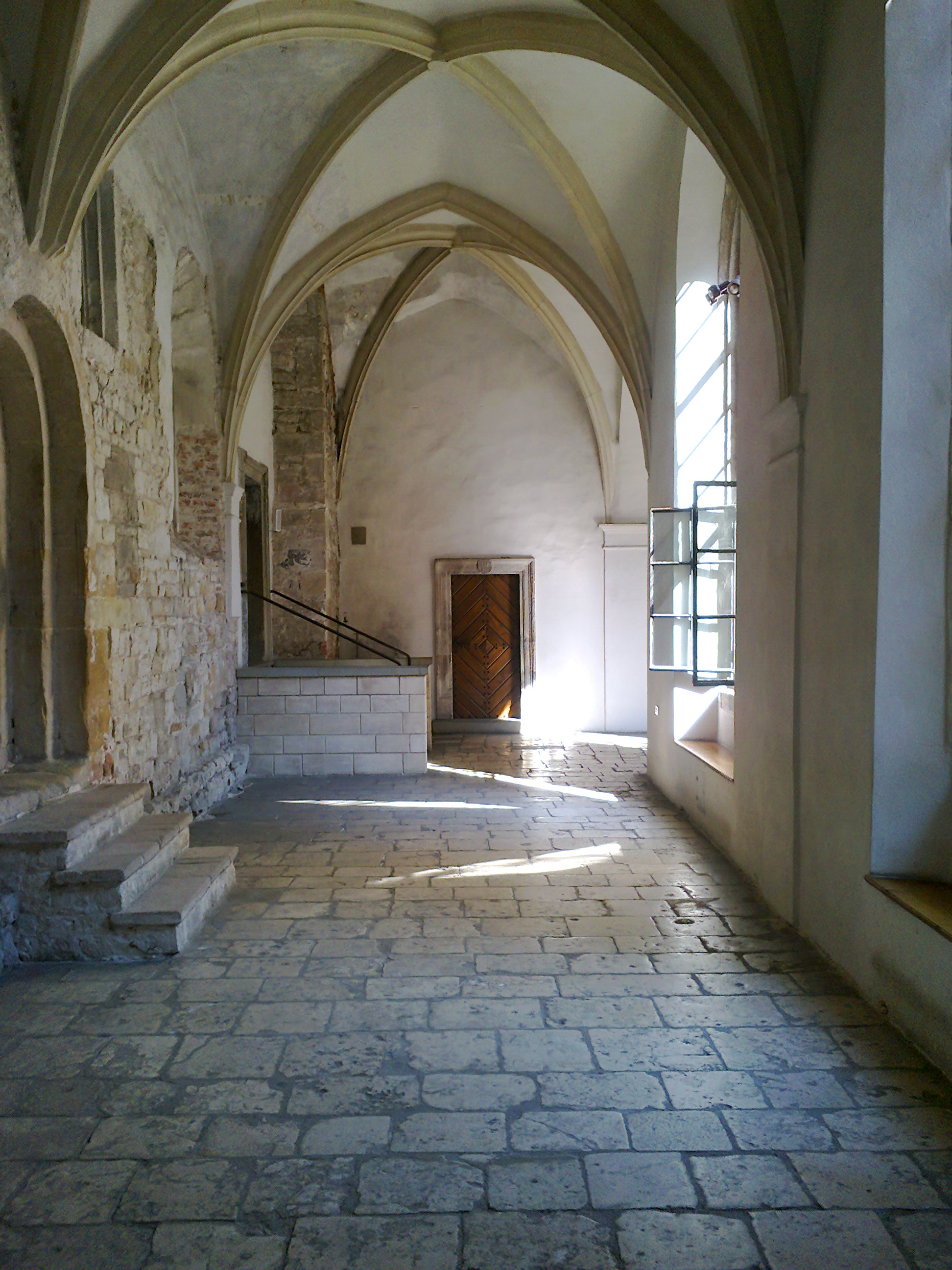
Одна из монастырских галерей
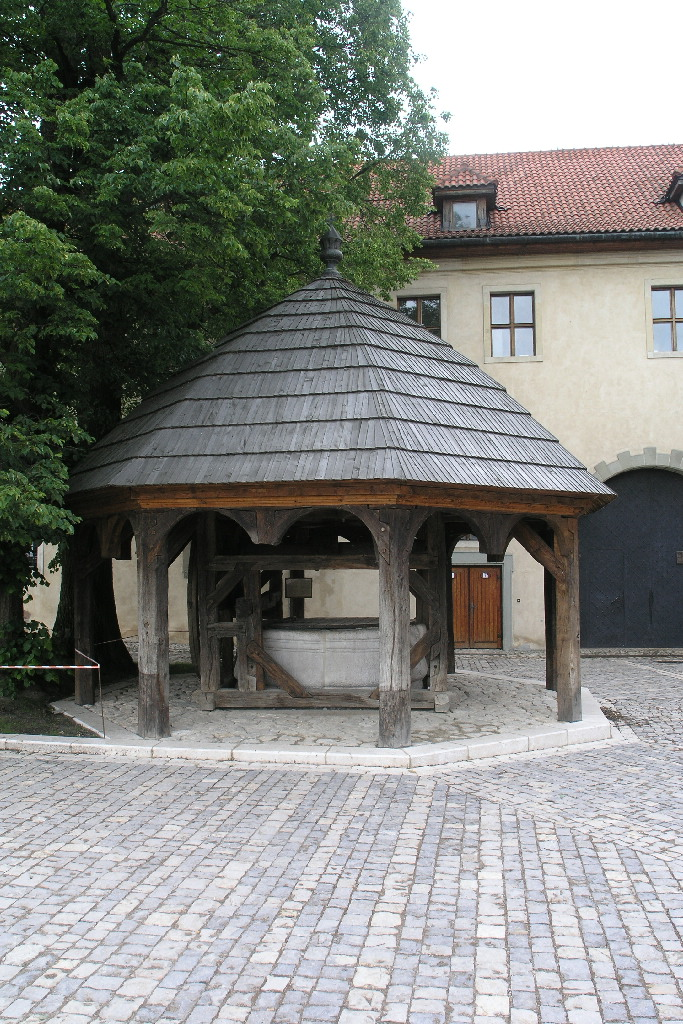
Колодец

## Источник
- Br. Michał T. Gronowski OSB: 70-lecie odnowy Tyńca. «Spotkania z Zabytkami», 09/2009